# Hans Guggisberg
Hans Guggisberg (* 3. Februar 1880 in Bern; † 11. April 1977 ebenda) war ein Schweizer Gynäkologe und Geburtshelfer.

## Leben und Wirken
Hans Guggisberg wurde am 3. Februar 1880 in Bern geboren. Sein Vater, Rudolf Guggisberg (1853–1913), war Lehrer in Münchenbuchsee und Bern, Gemeinderat und Polizeidirektor der Stadt Bern, Grossrat, Oberst der Infanterie und Platzkommandant von Bern. Nach dem Besuch der Primarschule und des Gymnasiums in Bern studierte Hans Guggisberg von 1898 bis 1903 Medizin an den Universitäten Bern und München. Von 1903 bis 1906 arbeitete Hans Guggisberg unter Peter Müller als Assistenzarzt am Frauenspital Bern. Den Titel des Doctor medicinae erwarb er sich mit der Arbeit Ueber Komplikationen der Retroflexio uteri und deren Einfluss auf die operative Therapie. Seine Ausbildung führte er als Assistent des Schweizer Chirurgen Otto Lanz, einem Schüler von Theodor Kocher, an der Chirurgischen Klinik in Amsterdam fort.
1906 heiratete Hans Guggisberg seine Frau Hanny Andres und eröffnete im gleichen Jahr eine Praxis als Frauenarzt am Bubenbergplatz in Bern. Neben seiner Praxis war er wissenschaftlicher Mitarbeiter am Bakteriologischen Institut unter Wilhelm Kolle. Hier forschte er zu Fragen der Serologie und Immunologie und habilitierte sich 1908 mit der Arbeit Ueber die klinische Verwendung der Opsonine bei Schwangeren und Wöchnerinnen.
Im Jahr 1911 wurde Guggisberg im Alter von 31 Jahren zum Nachfolger von Peter Müller gewählt, der die Kantonale Entbindungsanstalt von 1874 bis 1911 geleitet hatte, und zum ausserplanmässigen Professor ernannt. 1912 wurde Hans Guggisberg zum ordentlichen Professor, Lehrstuhlinhaber für Geburtshilfe und Gynäkologie an der Medizinischen Fakultät der Universität Bern und zugleich zum Direktor des Kantonalen Frauenspitals Bern berufen.
Unter seinem Direktorat wurde die Universitätsfrauenklinik mehrmals vergrössert und modernisiert. Das Berner Frauenspital entwickelte sich unter der Leitung Guggisbergs vom „Armenspital“ zum angesehenen Universitätsspital. Zweimal bekleidete er zudem das Amt des Dekans der Medizinischen Fakultät und wurde im Jahr 1919 zum Rector magnificus der Universität gewählt. Seine Rektoratsrede war dem Thema Vererbung und Übertragung gewidmet. Er war ausserdem Mitbegründer der Privatklinik Engeried, Präsident des Medizinischen Bezirksvereins Bern-Stadt, langjähriger Präsident der Ärztegesellschaft des Kantons Bern, Präsident des Sanitätskollegiums des Kantons Bern, Präsident des Verwaltungsrates des Inselspitals, Gründer und Präsident der Gynäkologischen Gesellschaft der deutschen Schweiz, Senatsmitglied der Schweizerischen Akademie der medizinischen Wissenschaften, sowie Mitglied des Stiftungsrates der Marcel-Benoist-Stiftung.
Annähernd 200 wissenschaftliche Arbeiten und mehrere Lehrbücher dokumentieren Guggisbergs Forschertätigkeit. Am Aufschwung, den Geburtshilfe und Gynäkologie in jener Zeit erfuhren, war er massgeblich beteiligt. Ein Teil seiner Untersuchungen ist in dem Handbuch Biologie und Pathologie des Weibes zusammengefasst. Dieses galt lange Zeit als das Standardwerk der Geburtshilfe und Gynäkologie.
Guggisberg hat als einer der ersten Ärzte Ergotamin, ein Alkaloid des Mutterkorns, in der Geburtshilfe und Gynäkologie geprüft. Durch seine Untersuchungen wurden die Indikationsstellungen und die Dosierung des reinen Mutterkornalkaloids abgeklärt. Zusammen mit Walter Neuweiler führte er experimentelle Untersuchungen an der Plazenta durch. Bereits im Jahre 1926 unternahmen beide Züchtungsversuche der menschlichen Plazenta in vitro.
Hans Guggisberg galt als hervorragender Operateur. Davon zeugt auch sein Geburtshülflicher Operationskurs, seine Lehre über den Umgang mit der Gebärzange, demjenigen Operationsinstrument, das der englische Geburtshelfer Edmund Chapman als „the noble instrument“ bezeichnete. Seine langjährigen Erfahrungen als Hochschullehrer hat Guggisberg in sein Lehrbuch der operativen Geburtshilfe und in das Lehrbuch der Gynäkologie eingebracht. Die Geburtshülfliche Operationslehre (1916) kann, trotz grossen und segensreichen Fortschritten für Mutter und Kind, in manuellen Belangen heute noch als Standardwerk bezeichnet werden. Durch die verbesserte perinatale Überwachung des Kindes sind jedoch die Indikationen zur Zangenoperation verfeinert worden.
Als Hochschullehrer gelang es Guggisberg die Studenten für sein Fach zu begeistern. Seine klar aufgebauten Vorlesungen und Kurse, zu denen auch der Geburtshülfliche Operationskurs (1914) gehörte, waren immer gut vorbereitet und den Anforderungen des zukünftigen praktischen Arztes angepasst.
Guggisberg gilt jedoch auch als Zentralfigur der Berner Eugenik, der Zwangssterilisationen aus psychiatrischen Gründen befürwortete und durchführte.
Hans Guggisberg starb am 11. April 1977 im 98. Lebensjahr in seiner Vaterstadt Bern. Die Trauerfeier fand am 14. April 1977 in der Kapelle des Burgerspitals Bern statt.

## Schriften (Auswahl)
- Ueber Komplikationen der Retroflexio uteri und deren Einfluss auf die operative Therapie. Buchdruckerei Neukomm & Zimmermann, Bern 1905 (Dissertation, Universität Bern, 11. Januar 1905).
- Ueber die klinische Verwendung der Opsonine bei Schwangeren und Wöchnerinnen. In: Zeitschrift für Geburtshülfe und Gynäkologie. Bd. 64 (1909), S. 136–165 (Habilitationsschrift).
- Geburtshilfliche Operationslehre. Verlag von Ferdinand Enke, Stuttgart 1916.
- Vererbung und Übertragung. Rektoratsrede gehalten an der 85. Stiftungsfeier der Universität Bern. Bern 22. November 1919. Paul Haupt, Bern 1920.

## Ehrungen
- Haller-Medaille
- Anna-Seiler-Medaille
- Ehrenmitgliedschaft der Deutschen Gesellschaft für Gynäkologie und Geburtshilfe[11]